# Bärenköpfe
Die Bärenköpfe sind ein doppelgipfeliges Bergmassiv (2863 m ü. A.) im Tauernhauptkamm der Granatspitzgruppe im Norden Osttirols. Der Nordgipfel der Bärenköpfe wurde erstmals vermutlich um 1923 durch R. Majewski und Gefährten bestiegen, die Erstbesteigung des Südgipfels erfolgte am 29. Juli 1930 durch R. Klose und F. Liederer über den Südostgrat.

## Lage
Die Bärenköpfe liegen im nordwestlichen Zentralbereich der Granatspitzgruppe. Sie befinden sich am Tauernhauptkamm an der Landesgrenze zwischen Tirol und Salzburg bzw. den Gemeinden Matrei in Osttirol im Westen und Mittersill im Osten. Die Bärenköpfe bestehen aus dem Nordgipfel (2863 m ü. A.) und dem Südgipfel (2835 m ü. A.). Die Bärenköpfe befinden sich zwischen dem Hochgasser (2922 m ü. A.) im Norden und dem Riegelturm (2740 m ü. A.) im Südosten, wobei die Bärenköpfe vom Riegelturm durch das Schoppmanntörl (2611 m ü. A.) getrennt sind. Westlich der Bärenköpfe entspringt der Messelingbach, der drei nahe Seen (Grauer, Schwarzer bzw. Grüner See) speist.

## Aufstiegsmöglichkeiten
Der Normalweg auf den Nordgipfel der Bärenköpfe erfolgt aus dem Schoppmanntörl über die von steilen Geröllhalden geprägte Südflanke und danach über den Grat (UIAA I). Der Südostgrat kann ebenfalls vom Schoppmanntörl begangen werden, weist jedoch schwierigere Kletterstellen (UIAA III-) auf. Vergleichbare Schwierigkeit bestehen auch am Übergang vom Süd- zum Nordgipfel (UIAA III) sowie am Übergang von Nordgipfel zum Hochgasser (UIAA III).